# Rudolf Lindmayer
Rudolf Lindmayer (ur. 24 lutego 1882, zm. 1957) – austriacki zapaśnik walczący w stylu klasycznym i lekkoatleta. 
Zajął drugie miejsce na Olimpiadzie Letniej 1906 w turnieju zapaśniczym w wadze średniej. Czwarty w przeciąganiu liny. Czwarty na mistrzostwach Europy Środkowej w 1906 roku.

## Olimpiada Letnia 1906
| Konkurencja          | Rundy eliminacyjne           | Rundy eliminacyjne  | Rundy eliminacyjne     | Rundy eliminacyjne     | Klas. końcowa |
| Konkurencja          | Przeciwnik I                 | Przeciwnik II       | Przeciwnik III         | Przeciwnik IV          | Miejsce       |
| -------------------- | ---------------------------- | ------------------- | ---------------------- | ---------------------- | ------------- |
| 85 kg styl klasyczny | Menelaos Karotzieris (GRE) Z | Franz Solar (AUT) Z | Verner Weckman (FIN) P | Robert Behrens (DEN) Z | 2.            |